# Smiler
Smiler var ett engelskt rockband som basisten och grundaren av Iron Maiden, Steve Harris spelade i. Han gick med i bandet efter att hans första egna band, Gypsy Kiss, hade lagts ner. Smiler bestod av några killar som var några år äldre än Harris. Harris kom dock med många idéer till låtar som bandet kunde spela. 
Bandet spelade på pubar runt omkring i östra London. De rekryterade en ny sångare, Dennis Wilcock, som skulle vara sångare i Iron Maiden i en tidig uppställning av bandet. Även Doug Sampson, också han senare medlem i Iron Maiden, var trummis i bandet. "Innocent Exile" och "Burning Ambition" var två låtar som Harris skrivit och som bandet spelade. Harris skrev även fler och fler låtar med fler tempobyten och mer åt hårdrock- och heavy metal stuket. Flera av de äldre medlemmarna klagade på låtarna som de inte klarade av att spela och ville inte att de skulle spela dessa. Harris tyckte dock hans låtar lät bra och ville satsa på dem. Därför beslöt han sig för att lämna bandet och starta ett eget, Iron Maiden.